# Carl Callerholm
Carl Callerholm, född 21 augusti 1720 i Norrköping, Östergötlands län, död 12 januari 1789 i Dagsbergs församling, Östergötlands län, var en svensk präst.

## Biografi
Callerholm föddes 1720 i Norrköping. Han var son till järndragaren Carl Jonsson och Elisabeth Haraldsdotter. Callerholm blev vårterminen 1742 student vid Uppsala universitet och prästvigdes 12 juli 1752. Han blev extra ordinarie bataljonspredikant vid Upplands regemente 19 december 1758. Callerholm blev 18 februari 1767 spinnhuspredikant i Norrköping samt predikant och syssloman vid Norrköpings hospital 15 juli samma år. Han blev 5 november 1777 kyrkoherde i Dagsbergs församling, tillträde 1778. Callerholm avled 1789 i Dagsbergs församling av gulsot och begravdes 22 januari samma år.

### Familj
Callerholm gifte sig första gången 20 november 1755 med Brita Christina Kjörling (1712–1778). Han gifte sig andra gången 1779 med Eva Margareta Åkerblad (1736–1805). Hon var dotter till en underofficer.